# Typograph
Typograph (címváltozatok: Tipograph, Gutenberg Typograph) 1919–1940 között Nagyszebenben, majd Kolozsváron kiadott nyomdaipari szaklap, a Romániai Grafikai Munkások Szövetségének háromnyelvű (magyar, román, német) hivatalos közlönye. 

## Szerkesztése, periodicitása
1919–24 között id. Jordáky Lajos, utána, címét Gutenberg Typograph-ra változtatva, Iosif Jumanca, 1928-tól, külön román és külön magyar–német sorozatban, Terhes Gyula szerkesztette. Az 1940-es évfolyam 1–23. számmal csak Bukarestben jelent meg románul, ebben az időben a szerkesztője Pavel Mare. A második világháború alatt szünetelt, 1945–46 között külön laptestben jelent meg a román és külön a magyar nyelvű változata; ezután, 1948 szeptemberében bekövetkezett megszűnéséig, már csak román nyelvű kiadása ismert.